# Vindbelgjarfjall
Vindbelgjarfjall är ett berg i republiken Island. Det ligger i regionen Norðurland eystra, i den norra delen av landet, 280 km nordost om huvudstaden Reykjavík. Toppen på Vindbelgjarfjall är 524 meter över havet, eller 247 meter över den omgivande terrängen. Bredden vid basen är 5,4 km. Vindbelgjarfjall ligger vid sjön Mývatn.
Trakten runt Vindbelgjarfjall är nära nog obefolkad, med mindre än två invånare per kvadratkilometer. Närmaste större samhälle är Laugar, 17,5 km nordväst om Vindbelgjarfjall. Trakten runt Vindbelgjarfjall består i huvudsak av gräsmarker.